# أمينة السعيد
أمينة السعيد هي ناشطة حقوق المرأة، وأول سيدة تتولى تولى رئاسة تحرير مجلة حواء المطبوعة النسائية الشهيرة التي صدر أول اعدادها عام 1954 وكان معدل توزيعها يصل إلى 175,000 نسخة، ومازال لها قدر من الشعبية والانتشار حتى اليوم. تناولت أمينة السعيد في كتاباتها موضوعات أكبر وأهم من نصائح الجمال ووصفات الطهى التي اعتادات الكتابات النسائية تناولها. كان دفاع أمينة السعيد عن المساواة بين الرجل والمرأة هو وقود كتاباتها القيمة لسنوات طويلة تغير فيها تاريخ مصر.

## نشأتها والتعليم
عاشت أمينة السعيد طفولتها وسط مجتمع أسيوط المغلق عندما كان نضال هدى شعراوي وزميلاتها من أجل المساواة قد وصل إلى ذروته. وما ان بلغت أمينة عمر الرابعة عشر، حتى انضمت إلى الاتحاد النسائي، ثم في عام 1931 التحقت بجامعة فؤاد الأول ضمن أول دفعة تضم فتيات.

## حياتها الوظيفية
عملت السعيد بعد تخرجها سنة 1935 في مجلة المصور وظلت تكتب عمودها بانتظام حتى قبيل وفاتها، وكثيراً ما دافعت من خلاله عن زميلات الكفاح مثل درية شفيق وغيرهما. اشتهرت أمينة السعيد ايضاً بباب «اسألونى»، وقد اكسبتها شجاعتها وجرأتها احترام وشعبية بين زملائها من الكتاب والصحفيين. ثم أصبحت امينة السعيد رئيسة لدار الهلال، وقادت بجرأة حملة جديدة من أجل المرأة المصرية، ولكن هذه المرة ضد المد الأصولي الإسلامي الذي بدأ في سبعينيات القرن الماضي، وتوفيت أمينة السعيد عام 1995 وهي حزينة ومحبطه لما آل اليه حال المرأة في مصر، وقالت قبل وفاتها بأيام: «ان المرأة المصرية اليوم لم يعد لديها الشجاعة الكافية للنضال.»